# Maria Rösslhumer
Maria Rösslhumer (* 1960 in Peuerbach, Oberösterreich) ist eine österreichische Politwissenschafterin und Frauenrechtlerin.

## Leben
Maria Rösslhumer besuchte eine Fachschule für Sozialbetreuungsberufe in Salzburg und anschließend die Sozialfachschule in Wien. Nach der Ausbildung arbeitete sie als Familienberaterin. Parallel zu ihrer beruflichen Tätigkeit studierte Rösslhumer Politikwissenschaften. Ihre Diplomarbeit von 1998 an der Universität Wien wurde unter dem Titel „Die FPÖ und die Frauen“ publiziert. Von 1999 bis 2023 war Maria Rösslhumer Geschäftsführerin des Verein Autonome Österreichische Frauenhäuser (AÖF), in dem sie seit 1997 beschäftigt war, ebenso leitete sie von 1998 bis 2023 die im Verein AÖF ansässige Frauenhelpline gegen Gewalt 0800 222 555. Maria Rösslhumer ist Mitglied im Vorstand des Österreichischen Frauenrings und engagierte sich seit 1994 im Netzwerk WAVE (Women Against Violence Europe).

## Auszeichnungen
- 2020: Menschenrechtspreis[1][2]

## Publikationen
- Die FPÖ und die Frauen, Döcker-Verlag, 1999, ISBN 978-3-85115-263-0
- Hauptsache Frauen: Politikerinnen in der Zweiten Republik, Styria Verlag, 2001, ISBN 978-3-222-12850-9
- So schmeckt die Welt: Besondere Frauen – Besondere Rezepte, Echomedia Buchverlag, 2016, ISBN 978-3-903113-00-8